# Solanum tenuipes
Solanum tenuipes är en potatisväxtart som beskrevs av Harley Harris Bartlett. Solanum tenuipes ingår i släktet skattor som ingår i familjen potatisväxter.

## Underarter
Arten delas in i följande underarter:
- S. t. latisectum
- S. t. tenuipes